# Tata Aria
La Tata Aria è un SUV prodotto dalla casa automobilistica indiana Tata Motors a partire dal 2010. È stata lanciata il 5 gennaio 2010 al Salone dell'automobile di Nuova Delhi.

## Caratteristiche
La Tata Aria è una via di mezzo tra una monovolume, una berlina e un SUV. Ha un telaio a longheroni. Viene venduta con 7 posti su 3 file. La 2ª fila di sedili scorre longitudinalmente di 7 cm.